# جيسون كارتر
جيسون كارتر (بالإنجليزية: Jason Carter (politician))‏ (و. 1975 – م) هو محامي، وسياسي من الولايات المتحدة الأمريكية . ولد في ديكاتور، جورجيا .
وهو عضو في الحزب الديمقراطي الأمريكي .

## التعليم
تعلم في جامعة ديوك.